# Franjo Posavac
Franjo Posavac (Zagreb, 30. kolovoza 2002.), hrvatski nogometaš iz Bosne i Hercegovine.  

## Karijera

### Igračka karijera
Nogometom se počeo baviti u Slogi iz Uskoplja, a prošao je sve uzrasne kategorije od limača do kadeta. Za prvu momčad Sloge debitirao je sa samo šesnaest godina, a između 2018. i 2023. za Slogu je ubilježio više od stotinu nastupa. Iz Sloge, federalnog drugoligaša, u ljeto 2023. prelazi u slovenskog prvoligaša Radomlje.
U rujnu 2024. postaje novi nogometaš Širokog Brijega.

## Vanjske poveznice
- Profil na transfermarkt.com